# دافني جاكسون
دافني جاكسون (بالإنجليزية: Daphne Jackson)‏ (و. 1936 – 1991 م) هي فيزيائية، وعالمة نووية من المملكة المتحدة . ولدت في بيتربرة .
توفيت في جيلفورد ، عن عمر يناهز 55 عاماً.